# De crisiskaravaan
De crisiskaravaan of War Games - The Story of Aid and War in Modern Times (internationale titel) is een boek geschreven door Linda Polman en uitgegeven in oktober 2008 door Uitgeverij Balans. Het boek geeft een beeld achter de schermen van hoe hulporganisaties werken. Dit boek doorbreekt het taboe, waarbij hulporganisaties altijd als goed worden bestempeld. In het boek wordt een werkelijkheid geschetst die niet naar voren komt tijdens fondsenwerfspotjes. Het gaat onder meer over erg dure werkvergunningen en geld dat rechtstreeks in de kas van misdadige regimes vloeit. Van de voedselhulp verdwijnt de helft in de zakken van vechtende partijen die het verkopen en van de opbrengst nieuwe wapens aanschaffen.

## Samenvatting
De bevolkingen van zo'n vijftig landen zijn de afgelopen jaren slachtoffer geweest van oorlog, genocide, hongersnood. Humanitaire hulp – neutraal, onpartijdig en onafhankelijk – wordt dan beschouwd als een menselijke plicht. Nog nooit waren er zo veel hulporganisaties als tegenwoordig. Een karavaan van NGO's, met in hun voetspoor popsterren, acteurs, politici en journalisten, trekt over de planeet, van crisisgebied naar oorlogszone.
De humanitaire hulpverlening is een industrie geworden, waarin organisaties met elkaar strijden om een zo groot mogelijk aandeel. Miljarden euro's per jaar gaan erin om. Van duizend organisaties per crisis kijken we niet meer op. En ze gaan door met helpen, ook als strijdende partijen hun geld en goederen rechtstreeks laten verdwijnen in de oorlogskassen.
Waarom krijgen sommige landen hulp met bakken tegelijk, terwijl andere het moeten doen met de restjes? Waarom zijn de resultaten vaak zo schamel? Waarom worden de hulporganisaties maar zo zelden ter verantwoording geroepen? Waar houden humanitaire beginselen op ethisch te zijn? In De crisiskaravaan analyseert Linda Polman de zin en de moraal van de internationale humanitaire hulpverlening.